# Tito Gobbi
Tito Gobbi (Bassano del Grappa, 1913. október 24. – Róma, 1984. március 5.) olasz operaénekes, az 1950–70-es évek bariton sztárja.

## Élete
Tito Gobbi a Veneto régióbeli Bassano del Grappa nevű városban született. Felsőfokú tanulmányait a Padovai Egyetemen végezte, jogot tanult. Ezután Rómában kezdett éneket tanulni, a korábbi híres tenornál, Giulio Criminél. Operaénekesként 1935-ben mutatkozott be Gubbióban, Donizetti Az alvajárójában Rodolfo grófot énekelte, majd 1939-ben a római Teatro Adrianóban lépett fel. Közben, 1938-ban Bécsben első díjat nyert egy énekversenyen. 1942-ben debütált a Milánói Scalában, ahol Belcorét alakította Donizetti Szerelmi bájital című operájában. Ezután még sok más fontos operaházban is fellépett.
Nemzetközi karrierje a második világháború után indult el, miután 1948-ban sikerrel mutatkozott be a San Franciscó-i Operaházban. A londoni Covent Garden következett 1950-ben, majd ugyanebben az évben a Salzburgi Ünnepi Játékokon aratott nagy sikert Mozart Don Giovannija címszerepében. 1954-től 1974-ig a chicagói Lyric Opera tagja volt. 1974-ben újra többször énekelt a Covent Gardenben, ahol már sokszor megcsodálta a közönség és a kritika hangjának érzékenységét, színészi tehetségét és bensőséges szerepértelmezését.
Népszerűségére kedvezően hatottak a filmek is, haláláig 25 opera- és nem zenés filmben szerepelt (például A sevillai borbély, Az üveghegy). Az 1960-as évektől már rendezett is, például az emlékezetes 1965-ös Simon Boccanegra előadást a Covent Gardenben. Hangfelvételeket már az 1940-es évektől jelentetett meg.
Kedves partnere volt Maria Callas, akivel a Covent Garden-beli, Franco Zeffirelli által színpadra állított Tosca produkcióban is fellépett. Itt fordult elő az az eset, hogy egyik jelenetükben Callas parókája tüzet kapott a kezében tartott gyertyától. Gobbi – az eredeti szerepbeállítástól eltérően – hevesen átölelte a meglepett dívát, és a nézők számára észrevétlenül eloltotta a tüzet. Már ezt megelőzően is énekeltek együtt a Toscában, az 1953-as Milánóban készült felvételen, ahol Giuseppe Di Stefano volt Cavaradossi, és Victor de Sabata vezényelt. A hanglemezfelvételt – ami még a sztereó korszak előtt született, és sokan máig az opera legjobb felvételének tartanak – később CD-n is kiadták.
1968-ban részese volt Ausztráliában az első élő televíziós operaközvetítésnek. Itt is a Toscában szerepelt, a címszerepet Marie Collier, Cavaradossit Donald Smith énekelte.
Gobbi 1979-ben vonult vissza az énekléstől, repertoárja több mint száz operaszerepet ölelt fel. Ekkoriban állította össze önéletírását (Tito Gobbi – Életem), ami 1970-ben jelent meg. Második könyvét (Tito Gobbi és élete, az olasz opera) 1984-ben adták ki. Ebben az évben, 70 éves korában hunyt el Rómában. Felesége Tilda, lányuk Cecilia, aki az apja nevét viselő zenei alapítvány (Associazione Musicale Tito Gobbi) ügyeit intézi.

## Válogatott diszkográfia
- Donizetti: Szerelmi bájital (Margherita Carosio, Nicola Monti; Gabriele Santini; EMI, 1952)
- Donizetti: Lammermoori Lucia (Maria Callas, Giuseppe Di Stefano; Tullio Serafin; EMI, 1953)
- Giordano: Fedóra (Magda Olivero, Mario del Monaco; Lamberto Gardelli; Decca, 1969)
- Leoncavallo: Bajazzók (Maria Callas, Giuseppe Di Stefano; Tullio Serafin, EMI, 1954)
- Leoncavallo: Bajazzók (Lucine Amara, Franco Corelli; Lovro von Matačić; EMI, 1960)
- Franco Leoni: A jós (Joan Sutherland, Huguette Tourangeau; Richard Bonynge; Decca, 1975)
- Mascagni: Parasztbecsület (Elena Souliotis, Mario del Monaco; Silvio Varviso; Decca, 1966)
- Mozart: Don Giovanni (Ljuba Welitsch, Elisabeth Schwarzkopf, Erich Kunz, Irmgard Seefried, Josef Greindl; Wilhelm Furtwängler; Archipel, 1950)
- Puccini: Bohémélet (Renata Scotto, Gianni Poggi; Antonino Votto; Deutsche Grammophon, 1961)
- Puccini: Gianni Schicchi (Victoria de los Ángeles, Carlo del Monte; Gabriele Santini; EMI, 1958)
- Puccini: Gianni Schicchi (Ilena Cotrubas, Plácido Domingo; Lorin Maazel; CBS/Sony, 1976)
- Puccini: Pillangókisasszony (Victoria de los Ángeles, Giuseppe Di Stefano; Gianandrea Gavazzeni; EMI, 1954)
- Puccini: A köpeny (Margaret Mas, Giacinto Prandelli; Vincenzo Bellezza; EMI, 1955)
- Puccini: Tosca (Maria Callas, Giuseppe Di Stefano; Victor de Sabata; EMI, 1953)
- Puccini: Tosca (Maria Callas, Carlo Bergonzi; Georges Prêtre; EMI, 1964)
- Puccini: Lidércek (Renata Scotto, Plácido Domingo, Leo Nucci; Lorin Maazel; CBS/Sony, 1979)
- Rossini: A sevillai borbély (Maria Callas, Luigi Alva; Alceo Galliera; EMI, 1957)
- Verdi: Aida (Maria Callas, Fedora Barbieri, Richard Tucker; Tullio Serafin; EMI, 1955)
- Verdi: Az álarcosbál (Maria Callas, Eugenia Ratti, Fedora Barbieri, Giuseppe Di Stefano; Antonino Votto; EMI, 1956)
- Verdi: Don Carlos (Antonietta Stella, Elena Nicolai, Mario Filippeschi, Boris Christoff; Gabriele Santini; EMI, 1954)
- Verdi: Falstaff (Elisabeth Schwarzkopf; Herbert von Karajan; EMI, 1956)
- Verdi: Nabucco (Elena Souliotis, Bruno Prevedi; Lamberto Gardelli; Decca, 1965)
- Verdi: Otello (Leonie Rysanek, Miriam Pirazzini, Jon Vickers; Tullio Serafin; RCA, 1960)
- Verdi: Rigoletto (Maria Callas, Giuseppe Di Stefano; Tullio Serafin; EMI, 1955)
- Verdi: Simon Boccanegra (Victoria de los Ángeles, Giuseppe Campora, Boris Christoff; Gabriele Santini; EMI, 1957)
- Verdi: Traviata (Antonietta Stella, Giuseppe Di Stefano; Tullio Serafin; EMI, 1955)

## Fordítás
- Ez a szócikk részben vagy egészben  a   Tito Gobbi című angol Wikipédia-szócikk ezen változatának fordításán alapul.  Az eredeti cikk szerkesztőit annak laptörténete sorolja fel. Ez a jelzés csupán a megfogalmazás eredetét és a szerzői jogokat jelzi, nem szolgál a cikkben szereplő információk forrásmegjelöléseként.